# Anna Biełousowa
Anna Biełousowa, ros. Анна Белоусова (ur. 23 sierpnia 1996 w Jekaterynburgu) – rosyjska pływaczka, specjalizująca się w stylu klasycznym.
W 2012 roku zdobyła złoto mistrzostw Europy juniorów w sztafecie 4 × 100 m stylem zmiennym.
Rok później wywalczyła brązowy medal mistrzostw świata w Barcelonie w tej samej sztafecie (wspólnie z Juliją Jefimową, Darją Ustinową, Wieroniką Popową i Swietłaną Czimrową).